# Liotrichus
Liotrichus  (лат.) — род щелкунов из подсемейства Prosterninae.

## Описание
Щелкуны средних и крупных размеров. Тело стройное, имеет чёрную или коричневую окраску, иногда надкрылья красноватые. Клипеальная область разбита на две части. Усики у самца и самки пиловидные начиная с третьего сегмента. Поротничок переднегруди с сильно округлым передним краем, который находится на одном уровне с передними углами проплевр или чуть за них заступает. Задний край проплевр с глубокой выемкой. Бедренные покрышеи задних тазиков сужаются по направлению наружу заметно, равномерно или чуть неравномерно. Все сегменты лапок без лопастинок.

## Систематика
В составе рода:
- вид: Liotrichus affinis (Paykull, 1800)
- вид: Liotrichus alpensis (Miva, 1928)
- вид: Liotrichus bessolitzinae Gurjeva, 1986
- вид: Liotrichus hypocrita (Lewis, 1894)
- вид: Liotrichus ligneus (Candéze, 1879)